# Meuselwitz (Reichenbach/O.L.)
Meuselwitz (obersorbisch Mysłecy) ist ein Ortsteil der Stadt Reichenbach/O.L. im Landkreis Görlitz in der sächsischen Oberlausitz. Der Ort hat knapp 200 Einwohner und war bis zum 1. Januar 1994 eine eigenständige Gemeinde, zu der neben Meuselwitz noch einige umliegende Dörfer gehörten.

## Lage
Meuselwitz liegt in der Oberlausitz, rund zehn Kilometer nordöstlich von Löbau, 14 Kilometer südwestlich von Niesky, 15 Kilometer westlich von Görlitz und 23 Kilometer östlich von Bautzen. Umliegende Ortschaften sind Krobnitz im Norden, Lehnhäuser im Nordosten, Dittmannsdorf im Osten, Biesig und Borda im Südosten, Schöps im Süden, Reißaus im Westen und Melaune im Nordwesten.
Meuselwitz und der Nachbarort Krobnitz werden durch den Schwarzen Schöps getrennt. In der Nähe von Meuselwitz vereinigen sich der Gockelbach und der Eichgraben zur Meuselwitzer Lache, die nach nur wenigen hundert Metern in den Schwarzen Schöps mündet. Meuselwitz liegt an einer Gemeindestraße, rund zwei Kilometer nördlich der Staatsstraße 111.

## Geschichte
Meuselwitz wurde im Jahr 1238 mit der Bezeichnung Muzlawiz erstmals urkundlich erwähnt. Der Ortsname leitet sich von einem sorbischen Personennamen ab, der sich wiederum mit „der Überlegende“ oder „der gütig Denkende“ übersetzen lässt. Im gleichen Jahr wurden auch die Siedlung Borda und der Gutshof Gurigk, die seit jeher zu Meuselwitz gehören, erstmals erwähnt. 1382 lautete der Ortsname Musilwicz, 1416 Musselwicz und 1447 Mewselwicz; die heutige Form des Ortsnamens ist seit dem 18. Jahrhundert belegt. Die Ortschaft Meuselwitz ist als Gassendorf angelegt.
Grundherrschaftlich war Meuselwitz lange Zeit dem Kloster St. Marienthal unterstellt, 1549 setzte im Ort die Reformation ein. Um diese Zeit wurde die Meuselwitzer Kirche auch eine Filialkirche von Melaune. 1720 wurde das Schloss Meuselwitz gebaut. Im Jahr 1777 lebten in Meuselwitz 15 besessene Mann, acht Gärtner und 29 Häusler. Nach der auf dem Wiener Kongress beschlossenen Teilung des Königreiches Sachsen kam Meuselwitz zum Königreich Preußen und gehörte dort zum Landkreis Görlitz im Regierungsbezirk Liegnitz der Provinz Schlesien. 1825 hatten Meuselwitz, Borda und Gurigk zusammen 364 Einwohner, bei der Volkszählung am 1. Dezember 1871 betrug die Einwohnerzahl 517. Im Jahr 1874 wurde der Amtsbezirk Meuselwitz gebildet.
Gegen Ende des 19. Jahrhunderts wurde die heutige Kirche gebaut. Im Jahr 1885 hatte Meuselwitz 449 Einwohner, bis zum 1. Dezember 1910 sank die Einwohnerzahl auf 415. Ab 1919 lag die Landgemeinde Meuselwitz in der durch Teilung entstandenen Provinz Niederschlesien, die 1938 wieder mit Oberschlesien vereinigt wurde. 1939 hatte Meuselwitz 378 Einwohner. Das Schloss Meuselwitz wurde 1945 zerstört. Die Gemeinde kam nach dem Ende des Zweiten Weltkrieges zur Sowjetischen Besatzungszone. Bedingt durch Heimatvertriebene aus den deutschen Ostgebieten hatte Meuselwitz kurz nach Kriegsende 610 Einwohner. Der Landkreis Görlitz wurde 1947 aufgelöst und Meuselwitz kam zum neuen Landkreis Weißwasser-Görlitz, der kurz darauf in Landkreis Niesky umbenannt wurde. Seit 1949 war der Ort Teil der DDR, bei der Gebietsreform am 25. Juli 1952 wurde Meuselwitz dem Kreis Görlitz-Land im Bezirk Dresden zugeordnet.
Am 1. April 1959 wurde die südliche Nachbargemeinde Schöps nach Meuselwitz eingemeindet. 1964 hatte die Gemeinde mitsamt ihren Ortsteilen 499 Einwohner. Am 1. Januar 1972 wurde Krobnitz nach Meuselwitz eingemeindet, am 1. Januar 1974 erfolgte die Eingemeindung von Oehlisch mit dem Ortsteil Goßwitz. Zum Zeitpunkt der Wiedervereinigung hatte die gesamte Gemeinde Meuselwitz 619 Einwohner. Am 1. Januar 1994 wurde Meuselwitz nach Reichenbach/O.L. eingemeindet. Von 1994 bis 2008 gehörte der Ort zum Niederschlesischen Oberlausitzkreis, seitdem zum Landkreis Görlitz.